# آلفا رومئو ۱۶۶
آلفارومئو ۱۶۶ (Alfa Romeo ۱۶۶) خودرویی است که در سال‌های ۱۹۹۸ تا ۲۰۰۷در تورین، ایتالیا، تورین و ایتالیا تولید شده‌است. طراحی آن خودروهای موتور جلو-محور جلو بوده طول آن در حالت طبیعی ۴٬۷۲۰ میلیمتر (۱۸۵٫۸ اینچ)، عرض آن در حالت طبیعی ۱٬۸۱۰ میلیمتر (۷۱٫۳ اینچ)، ارتفاع آن در حالت طبیعی ۱٬۴۱۶ میلیمتر (۵۵٫۷ اینچ) و وزن آن در حالت طبیعی ۱٬۴۲۰–۱٬۵۱۰ کیلوگرم (۳٬۱۳۰–۳٬۳۳۰ پوند) است. سیستم جعبه‌دندهٔ آن ۶، ۴ و ۵ دنده به دو صورت خودکار و دستی است.